# Pyrrhus
Pyrrhus eller Pyrrhos (grekiska Πύρῥος, latin Pyrrhus) född 319 eller 318, död 272 f.Kr., son till kung Aeacides och Phthia, var kung över molosserna i Epirus och Makedonien, och en framgångsrik fältherre som härledde sina anor från Akilles och dennes son Pyrrhos (Neoptolemos).

## Biografi

### Barndom och ungdomsår

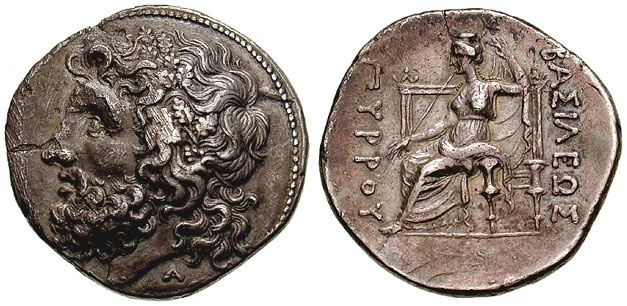
Tetradrachme med Pyrrhos. Bilder på de grekiska gudarna Zeus (framsida) och Dione (baksida). Grekiska: ΒΑΣΙΛΕΩΣ ΠΥΡΡΟΥ (kung Pyrrhos).

Med anledning av ett upplopp som kostat hans fader Aeacides tronen och livet år 313 f.Kr. uppfostrades Pyrrhus hos konung Glaukias i Illyrien, av vilken han vid tolv års ålder återinsattes i sitt fädernerike. Ännu en gång undanträngd av en motkung, Neoptolemos, begav han sig till sin svåger Demetrios Poliorketes, med vilken han deltog i slaget vid Ipsos år 301 f.Kr., men kom sedermera som gisslan till Ptolemaios I Soter i Egypten. Ptolemaios gav honom sin styvdotter Antigone till gemål och hjälpte honom att återvinna tronen år 297. Samma år eller 296 gifte han om sig med Lanassa, Agathokles dotter.

### Pyrriska kriget

Pyrrhus fälttåg i Italien och Sicilien.

Pyrrhus sökte ersättning för Makedonien, som han erövrat men 288 tvingats avträda till Lysimachos. Han tågade därför mot Italien år 280 med anledning av tarentinernas uppfordran att bistå dem mot romarna. Detta blev upptaken till det pyrriska kriget. Han besegrade dessa vid slag utanför Heraklea i Lukanien år 280, med 25 000 man och 20 elefanter. Den avgörande faktorn som bringade segern var elefanterna. Romarna hade aldrig sett detta djur förut, och de förlorade sitt mod.
En ny seger kom året därpå i slaget vid Asculum i Apulien, år 279. Men redan slaget vid Heraklea ingav honom en hög tanke om romarnas krigsduglighet, och det vid Asculum kostade honom så stora förluster att han lär ha utropat: "En sådan seger till, och jag är förlorad!"
Han misströstade om att kunna lyckligt genomföra kriget mot romarna, och antog därför de sicilianska grekerna i Syrakusas kallelse att komma dem till hjälp mot kartagerna. År 278 gick han över till Sicilien, undanträngde kartagerna ända till Lilybaeum på öns västra hörn och umgicks redan med planer att angripa Karthago i Afrika. Han blev dock impopulär på grund av sin despotiska attityd, och ett uppror av de siciliska städerna satte honom plötsligt i svårt trångmål. Då tarentinerna på nytt bad om undsättning gick han åter över till Italien 276. Efter att under överfarten ha lidit stora förluster genom ett anfall av den karthagiska flottan, utkämpade han i Italien ett oavgjort slag mot konsuln Manius Curius Dentatus, slaget vid Beneventum år 275.

### Kampanj mot Makedonien
Med resterna av sina trupper gick han över till Epirus år 274, började krig med Antigonos II Gonatas i Makedonien och erövrade samma år en stor del av hans rike. Sedermera vände han sig mot Grekland och framryckte mot Sparta. Det motstånd han där mötte tvingade honom dock till återtåg, under vilket han på den argiviska slätten sammanstötte med Antigonos II Gonatas. Bådas trupper inträngde samtidigt, år 272, i staden Argos, och en gatustrid uppstod, under vilken Pyrrhus dödades.

## Verk och eftermäle
Pyrrhus nämns som författare av flera krigsvetenskapliga arbeten och har även själv skrivit memoarer, som begagnats av senare antika författare. Hans levnadslopp finns tecknat hos Plutarchos.
Pyrrhus båda segrar över romarna har gett upphov till uttrycket pyrrhusseger eller pyrrhisk seger om en bitter seger. Se även kadmeisk seger.